# Loisir créatif
Un loisir créatif est un loisir qui fait appel à la créativité et à l'expression personnelle pour la fabrication artisanale d'objets. Les loisirs créatifs mettent en œuvre des matériaux très divers et de nombreuses techniques.
Parmi les loisirs créatifs, on trouve toute une série d'activités basées sur l'assemblage de fils ou de tissus (tissage, tricot, broderie, dentelle, patchwork, etc.) ainsi que des activités basées sur la découpe, le pliage et le collage de papier, de serviettes, de cartons ou la création d'album photo avec la technique du scrapbooking (collimage). Le modelage, comme par exemple le modelage avec de la pâte polymère est également une activité créative. Le dessin et la peinture peuvent également être considérés comme des loisirs créatifs ou encore la création de bijoux. Un des loisirs créatifs les plus en vogue depuis quelques années est orienté "home déco" avec l'apparition du mot DIY ("Do It Yourself" : fais le toi-même).
C'est un univers avec un jargon particulier (fofuchas, feutrage nuno ou encore zentangle) qui nécessite parfois d'avoir un lexique d'explication!

## Technique d'assemblage de fils ou tissus

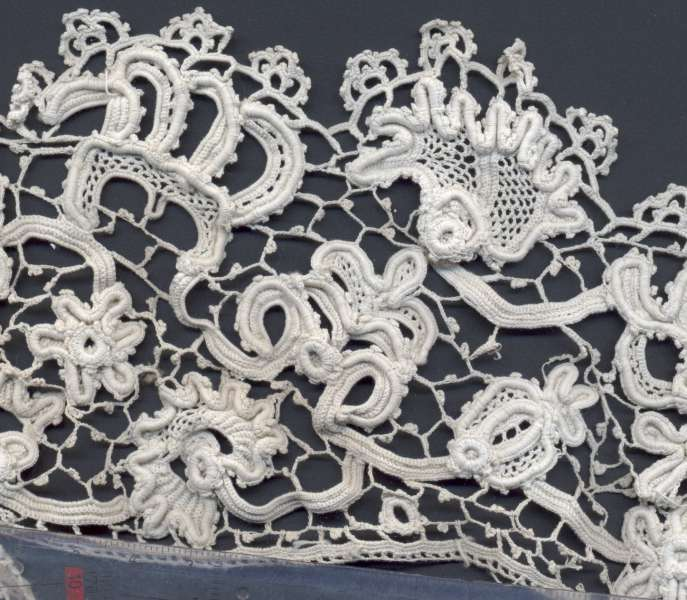
Crochet irlandais

### Tricot
Le tricot sert à produire une étoffe à partir d'un fil continu et de deux aiguilles ou plus. Pour produire un tricot en tube, on utilise un tricotin. Une technique permet de produire un tissu avec une seule aiguille : le crochet.

### Broderie
La broderie consiste à ajouter une décoration faite de fil sur un tissu ou une toile à trame lâche appelée canevas.

### Dentelle
La dentelle est un tissu sans trame cousu à partir de fil de soie, lin ou nylon. L'outil des dentellières est un crochet.

### Tresse

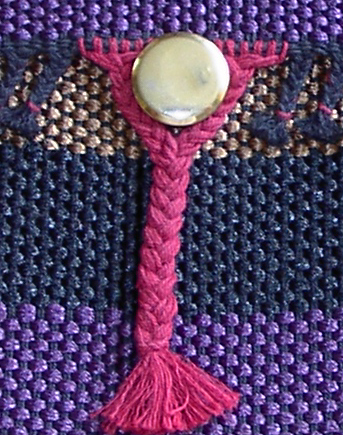
Exemple d'utilisation d'une tresse

Une tresse est une technique d'assemblage de fils. En loisir, cette technique permet de décorer un tissage, par exemple.

### Scoubidou

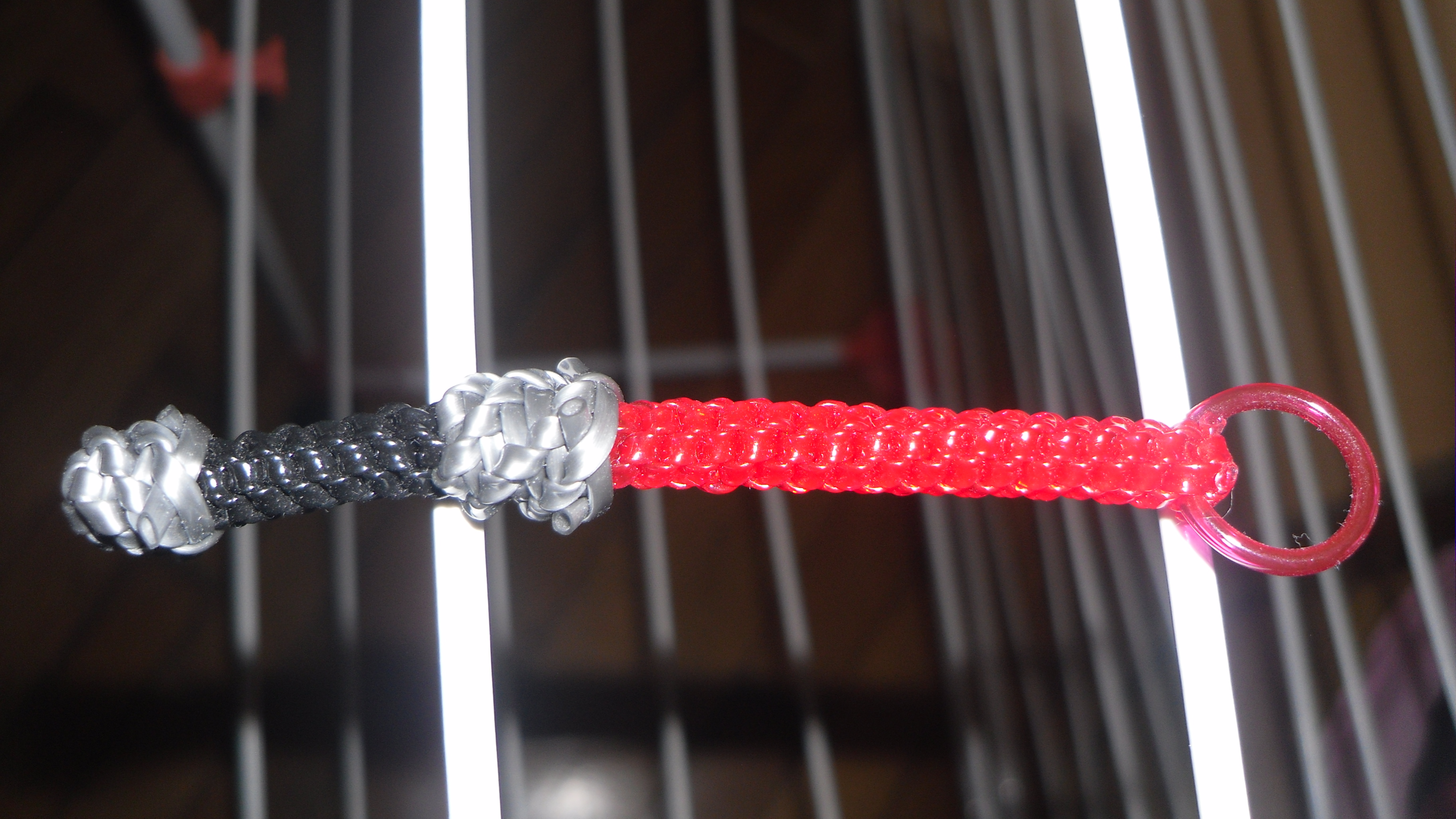
Sabre laser en scoubidou

Le Scoubidou est une technique de nœud qui se pratique avec des fils en plastique pour faire des porte-clés, des objets ou encore des animaux.

## Technique d'assemblage de papier
Il existe plusieurs techniques de travail du papier. Ces techniques consistent à plier, couper ou coller des feuilles pour réaliser des motifs à plats ou des figurines en volume. 

### Découpage de papier
Le papier découpé permet de représenter des silhouettes ou des motifs décoratifs. Le silhouettage consiste à découper des silhouettes dans une feuille de papier (généralement noire) armé uniquement d'un ciseau, de telle sorte que le modèle soit reconnaissable.

### Pliage de papier
L'origami est le nom japonais de l'art du pliage du papier à partir d'une feuille carrée et sans aucune découpe.

### Papercraft, kirigami
Le papercraft est une technique proche de l'origami mais qui autorise à utiliser plusieurs feuilles et à les couper. Littéralement, le kirigami est l'art du coupage de papier. Cependant par extension le kirigami inclut le pliage, il n'y a donc pas de différence entre le papercraft et le kirigami.

### Serviettage
Le serviettage est une technique de loisir créatif dans laquelle il est fait usage de serviettes en papier.
Cette technique consiste à coller des serviettes en papier sur un support. Elle est utilisée pour décorer des objets en bois, en verre, en métal, en carton et bien d'autres supports.

### Décopatch
Le décopatch est similaire au serviettage. C'est une technique de décoration ou de redécoration des objets en y collant dessus avec une colle spéciale des morceaux de feuilles très fines à motifs. Ces feuilles se vendent dans les magasins de loisirs créatifs ainsi que les objets et le matériel. Ces objets sont aussi bien plats qu'en relief.